# 大洪山區戰鬥
大洪山區戰鬥發生於1940年5月20日至1940年6月15日，地點則是在中國湖北一帶。交戰守方為中華民國國民革命軍，另一方則為日軍，屬於棗宜會戰第一階段戰鬥。國軍遭日軍猛攻，傷亡慘重。6月15日，日軍停止攻擊。